# Dyckia rupestris
Dyckia rupestris är en gräsväxtart som beskrevs av Walter Till och Morawetz. Dyckia rupestris ingår i släktet Dyckia och familjen Bromeliaceae. Inga underarter finns listade i Catalogue of Life.